# 안명진
안명진(安明進, 1968년 ~ 실종 2016년 9월 30일)은 전 조선민주주의인민공화국 공작원이자 탈북자이다.
대한민국에 망명한 뒤 국가안보실(현 대한민국 국가정보원 )에서 일하기 시작했다. 첩보 경력에 이어 한국가스공사에서 자리를 잡았다. 2016년 말, 그는 중국에서 사라졌고 조선민주주의인민공화국 및 중국 정보 요원에 의해 살해되었을 가능성이 제기되었다.

## 같이 보기
- 북한이탈주민